# NCIS: New Orleans (5.ª temporada)
A quinta temporada de NCIS: New Orleans estreou na CBS em 25 de Setembro de 2018 e deverá conter 24 episódios.

## Elenco e personagens

### Principais
- Scott Bakula como Dwayne Cassius Pride
- Lucas Black como Christopher LaSalle
- Vanessa Ferlito como Tammy Gregorio
- Rob Kerkovich como Sebastian Lund
- Daryl "Chill" Mitchell como Patton Plame
- CCH Pounder como Loretta Wade
- Necar Zadegan como Hannah Khoury

### Recorrentes
- Mark Harmon como Agente Senior do NCIS Leroy Jethro Gibbs
- Ellen Hollman como Amelia Parsons Stone, ex-assassina da CIA
- Chelsea Field como Rita Devereaux, advogada militar do JAG e namorada de Pride
- Derek Webster como Raymond Isler, ex-Agente Especial Sênior do FBI
- Shanley Caswell como Laurel Pride
- Stacy Keach como Cassius Pride
- Jason Alan Carvell como Jimmy Boyd, meio-irmão de Dwayne Pride
- Tom Arnold como Elvis Bertrand, hacker e amigo de Pride

## Episódios
| Seq. | Episódios | Título                    | Direção                | Escrito por                      | Data de exibição        | Audiência EUA (em milhões) |
| --- | --------- | ------------------------- | ---------------------- | -------------------------------- | ----------------------- | -------------------------- |
| 96 | 1         | "See You Soon"            | James Hayman           | Christopher Silber               | 25 de setembro de 2018  | 8.97                       |
| Enquanto Pride luta por sua vida na UTI, o resto da equipe procura por Amelia Parsons antes que ela volte para terminar o trabalho e liquidar Pride. |           |                           |                        |                                  |                         |                            |
| 97 | 2         | "Inside Out"              | Ed Ornellas            | Adam Targum                      | 2 de outubro de 2018    | 7.84                       |
| O escritório procura por um grupo de assassinos treinados, responsável por trazer a New Orleans um fabricante de bombas do IRA. Pride recebe uma proposta de promoção a Agente Encarregado Regional, e a Agente Hannah Khouri chega ao escritório para substituí-lo. Primeira aparição de: Hannah Khoury                          |           |                           |                        |                                  |                         |                            |
| 98 | 3         | "Diplomatic Immunity"     | Gordon C. Lonsdale     | Greta Heinemann & Rob Kerkovich  | 9 de outubro de 2018    | 7.91                       |
| A investigação do assassinato de um Comandante da Marinha durante uma conferência internacional torna-se complicada quando se descobre que uma figura chave da investigação é próxima a Sebastian. Pride ajusta-se à sua nova posição como Agente Especial Encarregado (SAC) Regional.                                            |           |                           |                        |                                  |                         |                            |
| 99 | 4         | "Legacy"                  | LeVar Burton           | Chad Gomez Creasey               | 16 de outubro de 2018   | 7.20                       |
| O NCIS investiga a morte de um sub-oficial achado sob um barco de pesca de camarão. Enquanto isso, Pride auxilia LaSalle no antigo negócio de seu pai, que está sendo investigado pelo IRS por fraude tributária. |           |                           |                        |                                  |                         |                            |
| 100 | 5         | "In The Blood"            | James Withmore Jr.     | Ron McGee                        | 23 de outubro de 2018   | 7.12                       |
| Quando uma caixa com lembranças da infância de Pride é encontrada em um depósito onde quatro supremacistas brancos foram assassinados, a investigação leva Pride a encarar o passado e descobrir segredos de seu pai. Observação: 100º episódio.                                                                                  |           |                           |                        |                                  |                         |                            |
| 101 | 6         | "Pound of Flesh"          | James Withmore Jr.     | Ron McGee                        | 30 de outubro de 2018   | 7.56                       |
| Pride é informado que sua assistente escapou de um sequestrador. A investigação revela que o sequestrador pretendia retirar seus órgãos e vendê-los no mercado negro. Pride volta-se para um aliado para ajudá-lo a lidar com sua experiência de quase morte.                                                                     |           |                           |                        |                                  |                         |                            |
| 102 | 7         | "Sheepdogs"               | Michael Zinberg        | Brooke Roberts                   | 13 de novembro de 2018  | 7.58                       |
| A equipe investiga uma explosão de carro perto do Quarteirão Francês que leva a uma série de explosões por toda New Orleans. Gregorio descobre que Hannah tem uma filha. |           |                           |                        |                                  |                         |                            |
| 103 | 8         | "Close to Home"           | Tony Wharmby           | Katherine Beattie                | 20 de novembro de 2018  | 7.47                       |
| A equipe NCIS coloca um informante sob proteção durante uma investigação de homicídio; Pride precisa da ajuda de seu irmão para conseguir a confiança do informante. |           |                           |                        |                                  |                         |                            |
| 104 | 9         | "Risk Assessment"         | Tessa Blake            | Elizabeth Rinehart               | 4 de dezembro de 2018   | 8.33                       |
| Após um empreiteiro da Marinha ser misteriosamente assassinado, a equipe inicia sua investigação e descobre que ele viveu duas vidas separadas durante décadas. |           |                           |                        |                                  |                         |                            |
| 105 | 10        | "Tick Tock"               | Stacey K. Black        | Christopher Silber               | 11 de dezembro de 2018  | 7.76                       |
| Pride é levado por dois homens mascarados e obrigado a cumprir suas ordens para salvar Wade e Cassius que estão sendo mantidos cativos. |           |                           |                        |                                  |                         |                            |
| 106 | 11        | "Vindicta"                | James Hayman           | Adam Targum                      | 15 de janeiro de 2019   | 7.29                       |
| Após a morte do pai de Pride, a equipe busca os responsáveis. Pride acredita que antigos agentes da Inteligência podem estar envolvidos. |           |                           |                        |                                  |                         |                            |
| 107 | 12        | "Desperate Navy Wives"    | Michael Zinberg        | Chad Gomez Creasey               | 22 de janeiro de 2019   | 6.70                       |
| Gregorio, sob disfarce, junta-se a um clube social de esposas de militares depois que uma delas é contatada por um ex-namorado, um fugitivo da lista de mais procurados do FBI. |           |                           |                        |                                  |                         |                            |
| 108 | 13        | "X"                       | Mary Lou Belli         | Greta Heinemann                  | 12 de fevereiro de 2019 | 7.16                       |
| A equipe NCIS investiga o desaparecimento de um biólogo que portava uma arma química mortal, após um tiroteio em massa no seu laboratório. Gregorio e Sebastian irritam-se com os hábitos um do outro como novos companheiros de quarto. Hannah retorna a NOLA após sofrer uma perda pessoal. Participação especial: LeVar Burton |           |                           |                        |                                  |                         |                            |
| 109 | 14        | "Conspiracy Theories"     | Tessa Blake            | Ron McGee                        | 19 de fevereiro de 2019 | 7.03                       |
| Pride e sua equipe se reúnem com um jornalista de mídia social que estava em seu último caso quando seu vigilante foi assassinado. Enquanto isso, Hannah recebe uma surpresa de seu ex-parceiro da CIA. |           |                           |                        |                                  |                         |                            |
| 110 | 15        | "Crab Mentality"          | Stacey K. Black        | Brooke Roberts                   | 26 de fevereiro de 2019 | 7.19                       |
| A equipe investiga uma série de assassinatos em um canteiro de obras local conhecido por criar produtos químicos especiais para barragens marítimas. Enquanto isso, a procura de Hannah por seu ex-parceiro atinge novos patamares.                                                                                               |           |                           |                        |                                  |                         |                            |
| 111 | 16        | "Survivor"                | James Whitmore Jr.     | Cameron Dupuy & Sydney Mitchel   | 12 de março de 2019     | 6.98                       |
| Hannah é forçada a colocar sua filha sob custódia protetora ao descobrir que um terrorista que ela perseguiu quando atuava na CIA está em busca de vingança. Enquanto isso, Pride e o resto da equipe investigam o paradeiro do terrorista.                                                                                       |           |                           |                        |                                  |                         |                            |
| 112 | 17        | "Reckoning"               | Gordon Lonsdale        | Christopher Silber & Adam Targum | 26 de março de 2019     | 7.18                       |
| Pride retorna ao escritório do NCIS em New Orleans após descobrir que foi realocado. Enquanto isso, a equipe investiga o desaparecimento de um sub-oficial. |           |                           |                        |                                  |                         |                            |
| 113 | 18        | "In Plain Sight"          | LeVar Burton           | Katherine Beattie                | 2 de abril de 2019      | 7.19                       |
| O NCIS investiga o assassinato de um amigo de Patton, um ex-SEAL da Marinha. |           |                           |                        |                                  |                         |                            |
| 114 | 19        | "A House Divided"         | Deborah Reinisch       | Elizabeth Rinehart               | 9 de abril de 2019      | 6.69                       |
| Pride e sua equipe investigam o assassinato de uma pessoa de uma família rica. Obstáculos começam a surgir quando o advogado da família começa a encobri-los e tenta tornar a morte um acidente. |           |                           |                        |                                  |                         |                            |
| 115 | 20        | "Jackpot"                 | Mary Lou Bell          | Talicia Raggs                    | 16 de abril de 2019     | 6.54                       |
| O velho amigo Elvis Bertrand pede a Pride que prove a inocência de sua filha quando ela é conectada a um caso de homicídio investigado pelo NCIS. |           |                           |                        |                                  |                         |                            |
| 116 | 21        | "Trust Me"                | Jen Derwirgson-Peacock | Austin Badgett & Ron McGee       | 23 de abril de 2019     | 6.46                       |
| A equipe investiga o assassinato de um médico no que inicialmente se supunha ser um acidente. Gregorio passa a desconfiar que o pai de uma das vítimas esteja envolvido. O marido de Hannah reaparece e pede o auxílio de Pride numa nova investigação sobre a Apollyon.                                                          |           |                           |                        |                                  |                         |                            |
| 117 | 22        | "Chaos Theory"            | Edward Ornellas        | Brooke Roberts                   | 30 de abril de 2019     | 7.16                       |
| Pride e sua equipe investigam uma série de explosões por toda New Orleans, com uma delas causando 5 mortes em um museu. |           |                           |                        |                                  |                         |                            |
| 118 | 23        | "The River Styx, Part I"  | James Hayman           | Chad Gomez Creasey               | 7 de maio de 2019       | 6.68                       |
| O tempo torna-se essencial quando uma operação do FBI para capturar o líder do Apollyon fracassa terrivelmente, e Pride e LaSalle são obrigados a resgatar o Agente Isler na Ossétia do Sul. |           |                           |                        |                                  |                         |                            |
| 119 | 24        | "The River Styx, Part II" | James Withmore Jr.     | Christopher Silber               | 14 de maio de 2019      | 6.93                       |
| A equipe corre contra o tempo para resgatar Pride das mãos do líder do Apollyon e não revelar informações confidenciais. Enquanto isso, Pride é mantido drogado e experimenta alucinações sobre momentos cruciais de sua vida. |           |                           |                        |                                  |                         |                            |

## Ligações Externas
- «Sítio oficial»
- NCIS: New Orleans no IMDb (em inglês)